# Zanna chartieri
Zanna chartieri — вид напівтвердокрилих комах родини ліхтарниць (Fulgoridae). Описаний у 2024 році.

## Поширення
Ендемік Камбоджі. Поширений у провінції Кахконг. Типовий зразок зібраний у заповіднику Татай.